# Polizei (Türkei)
Die amtliche Bezeichnung der Zentralbehörde der türkischen Polizei lautet „Emniyet Genel Müdürlüğü“ (deutsch Generaldirektion für Sicherheit). Die Polizei der Republik Türkei ist zentral organisiert und stellt ein Exekutivorgan dar. Sie untersteht dem Innenministerium und ist zuständig für alle polizeilichen Aufgaben einschließlich der Verkehrsüberwachung. In ländlichen Regionen wird ihre Aufgabe – nach französischem Vorbild – von der Jandarma übernommen. In diesen Gebieten ist die Polizei nicht vertreten.

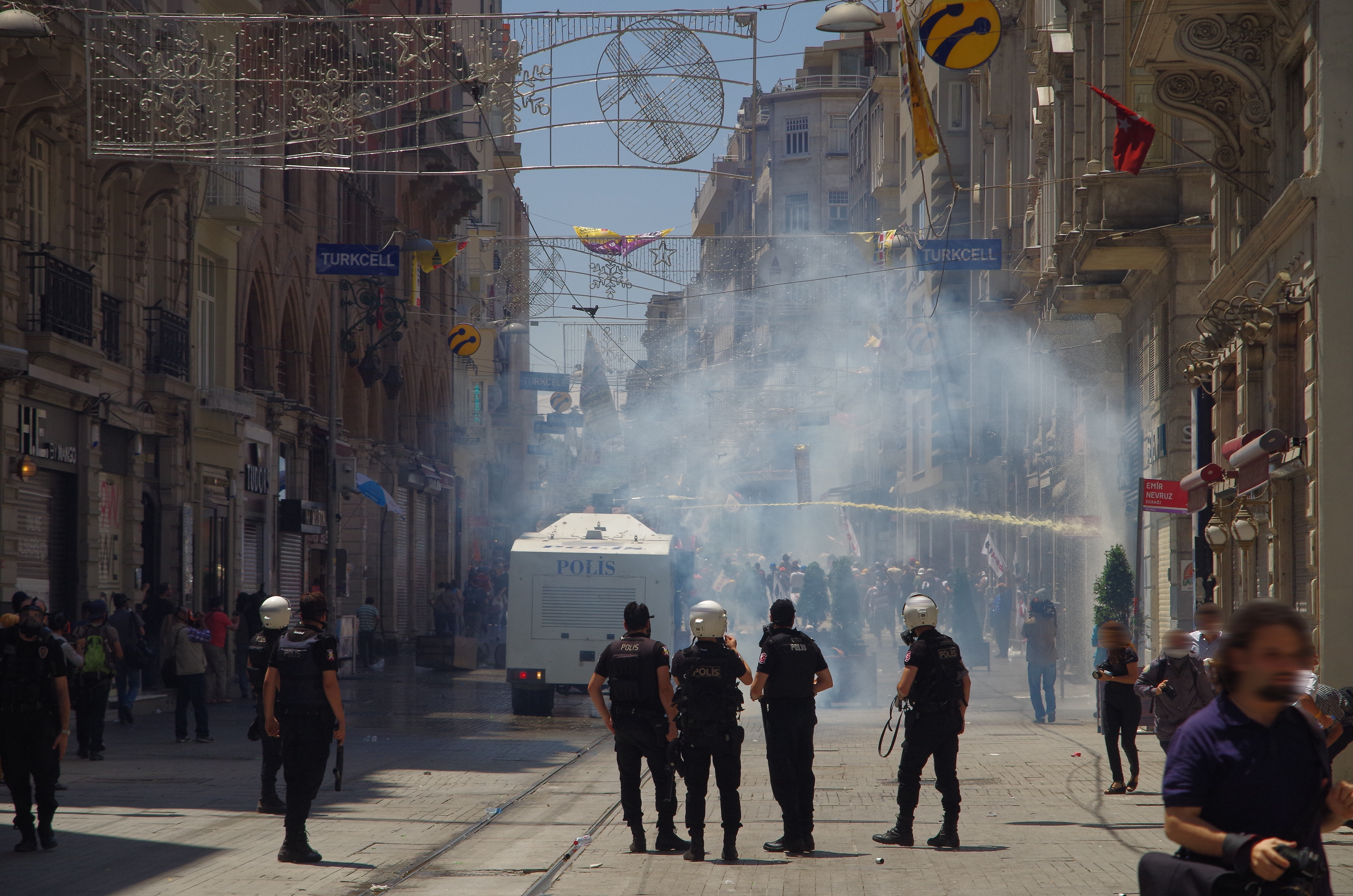
Türkische Polizei geht mit Wasserwerfern und Tränengas gegen Demonstranten vor (Proteste in Istanbul).

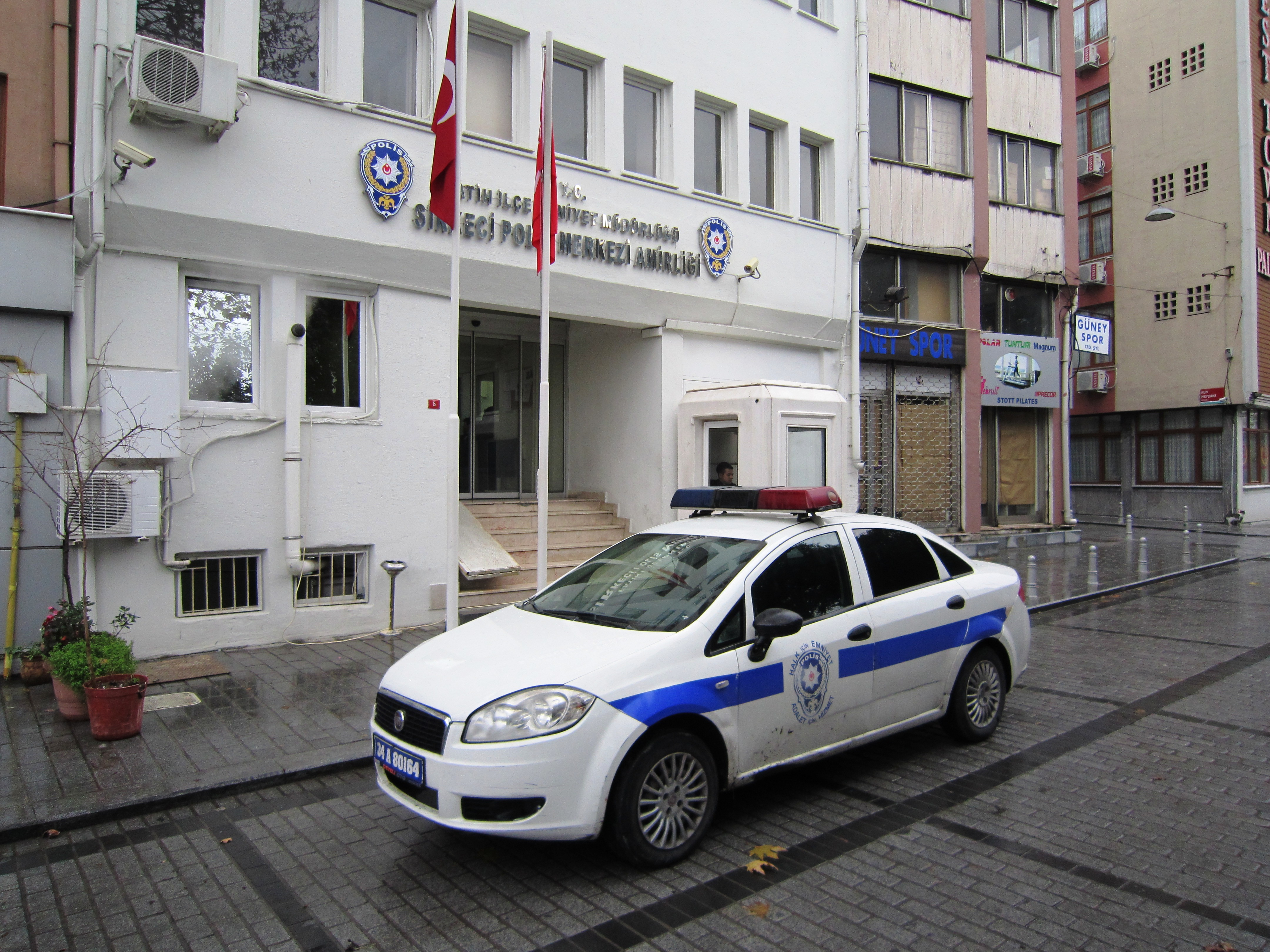
Streifenwagen vor einer Polizeiwache in Istanbul

## Geschichte und Struktur
Die Vorgängerorganisation der türkischen Polizei wurde im Osmanischen Reich im Jahre 1845 gegründet. Die osmanische Bezeichnung lautete zaptiye. Während des Türkischen Befreiungskriegs gab es parallele Polizeibehörden in Istanbul und Ankara. Das Polizeigesetz der Türkei hat die Nummer 2559 und stammt ursprünglich aus dem Jahre 1934.
Die Zentralbehörde wird von einem Generaldirektor geleitet. Dieser wird auf Vorschlag des Innenministers mit Zustimmung des Ministerpräsidenten und Staatspräsidenten vom Ministerrat ernannt.
Die zentralen Polizeidienststellen in den Provinzen nennen sich Direktion (Müdürlük) und unterstehen dem Gouverneur (vali). In den Landkreisen heißt die zentrale Polizeidienststelle Kommissariat (Amirlik), diese unterstehen dem Landrat.
Im Jahre 2010 verfügte die türkische Polizei über 229.965 Mitarbeiter, davon 218.255 Personen im Polizeidienst einschließlich 13.000 Polizistinnen.
Die türkische Polizei unterhielt 2012 landesweit 834 Polizeistationen.
Im Jahre 2012 betrug das Budget der Polizei mit etwa 12,2 Milliarden Lira (5,7 Milliarden Euro) eine neue Rekordhöhe.
Die Polizei verfügt über eine Reihe von Dezernaten. Es gibt Dezernate für:
- Kommandokontrolle (Ana Komuta Kontrol Merkezi Dairesi Başkanlığı), erhebt Daten zu allen Ereignissen, die die öffentliche Ordnung, Terrorismus, Sicherheit, Schmuggel und Verkehrsunfälle betreffen, wertet diese aus und erstellt Monats- und Jahresberichte und entsprechende Statistiken
- Archivwesen (Arşiv Dairesi Başkanlığı)
- Öffentliche Ordnung (Asayiş Dairesi Başkanlığı), Herstellung der öffentlichen Ordnung, Aufklärung und Verbrechensprävention speziell auch für Kinder und Jugendliche
- Datenverarbeitung (Bilgi İşlem Dairesi Başkanlığı)
- Internationale Zusammenarbeit (Dışilişkiler Dairesi Başkanlığı)
- Ausbildung (Eğitim Dairesi Başkanlığı)
- Sicherheit (Güvenlik Dairesi Başkanlığı), zuständig für „destruktive separatistische und reaktionäre Bestrebungen“ von NGOs und insbesondere für Arbeiten im Zusammenhang mit Spendentätigkeiten, Publikationsverboten und Gewerkschaften.[3] In diesem Dezernat ist auch die Bereitschaftspolizei (Çevik Kuvvet) angesiedelt. Sie ersetzte 1982 die 1965 gebildete Toplum Polisi („Gesellschaftspolizei“)
- Kommunikation (Haberleşme Dairesi Başkanlığı)
- Polizeihubschrauberstaffel (Havacılık Dairesi Başkanlığı – „Luftfahrt“), mit 19 Hubschraubern im Jahre 2009[4]
- Rechtsberatung (Hukuk Müşavirliği)
- Verwaltung und Finanzen (İdari Mali İşler Dairesi Başkanlığı)
- Materialbeschaffung und Pflege (Ikmal ve Bakim Dairesi Başkanlığı)
- Bau und Liegenschaften (İnşaat Emlak Dairesi Başkanlığı)
- Interpol (İnterpol Dairesi Başkanlığı)
- Interne Ermittlungen (İstihbarat Dairesi Başkanlığı)
- Schmuggel und organisierte Kriminalität (Kaçakçılık ve Organize Suçlarla Mücadele Dairesi Başkanlığı), insbesondere zuständig für Drogenkriminalität und -schmuggel
- Personenschutz (Koruma Dairesi Başkanlığı)
- Kriminaltechnik (Kriminal Polis Labaratuvarları Dairesi Başkanlığı)
- Personalgewinnung (Personel Dairesi Başkanlığ)
- Gesundheitsfürsorge (Saglik İsleri Dairesi Başkanlığı)
- Zivilschutz (Sivil Savunma Uzmanlığı)
- Sozialfürsorge (Sosyal Hizmetler Dairesi Başkanlığı)
- Strategieentwicklung (Strateji Geliştirme Dairesi Başkanlığı)
- Inspektion und Revision (Teftiş Kurulu Başkanlığı)
- Terrorabwehr (Terörle Mücadele Dairesi Başkanlığı)
- Dezernat für Sondereinsätze der türkischen Polizei (Özel Harekat Dairesi Başkanlığı)
- Verkehr
- Ausländer, Grenzen und Asyl (Yabancılar Hudut İltica Dairesi Başkanlığı)
- Presse und Public Relations (Basın ve Halkla İlişkiler Şube Müdürlüğü)

## Funktion und Mission
Die reguläre Polizei teilt sich auf in die „Schutzpolizei“ und die „Kriminalpolizei“.
Bei der offiziellen Beschreibung der Mission stehen insbesondere die grundlegende Sicherheit, der Schutz der Bevölkerung, die Strafvereitelung auch insbesondere von Kindern und Jugendlichen im Vordergrund, sowie die Nutzung von Statistiken, um dieses zu erreichen. Auch das Vertrauen der türkischen Bevölkerung in die Polizei sei ein Ziel.
Die türkische Entwicklungshilfeorganisation TIKA und Polizei organisieren seit neun Jahren Trainingsprogramme für Sicherheitsbehörden aus über 30 Ländern. Auch für Syrien bildete die Türkei bereits 450 Polizisten aus.

## Ausbildung
Polizisten wurden seit der Gründung der Polizei 1845 mit einem einfachen Verfahren rekrutiert und verschieden ausgebildet, ohne strikte Ausbildungsvorgaben. Die erste tatsächliche Polizeischule wurde im Jahr 1891 unter dem Namen „Polis Dersanesi“ (=Polizei-Klasse) gegründet, in der Polizisten eine 3-monatige Ausbildung erhielten (diese Klasse gab es nur in der Hauptstadt Istanbul). 1907 wurde die erste Polis Okulu (=Polizeischule) gegründet, bei der Polizisten die gleiche 3-monatige Ausbildung erhielten. Die Polis Dersanesi wurde ebenfalls zur Polis Okulu. Nach der Gründung der Türkischen Republik 1923 stieg die Ausbildungsdauer auf 6 Monate an. Wegen finanzieller Probleme wurden 1926 wieder alle Polizisten in Istanbul ausgebildet. Kommissare und Direktoren wurden aus der Gendarmerie, also dem Militär entnommen. Polizist konnte man werden, wenn man einen Grundschulabschluss vorzuweisen hatte.
Im Jahr 1937 wurde das Ausbildungssystem reformiert, mit der Gründung der Polis Akademisi (=Polizeiakademie) und des Polis Koleji (=Polizeikolleg) sowie der Neugründung bzw. Neuausrichtung der Polis Okulu (=Polizeischule). Es gab erneut mehrere Polizeischulen, in denen Grundschulabsolventen mit einer 6-monatigen Ausbildung zu Polizisten wurden. Nun wurden jedoch auch Kommissare und Direktoren intern ausgebildet. Jugendliche konnte nach Abschluss der Mittelschule mit 14 Jahren in das Polizeikolleg, wo sie ihren Gymnasialabschluss mit 17 Jahren erhielten. Diese konnten dann, zusammen mit anderen Gymnasialabsolventen (aus zivilen Gymnasien) in die 1-jährige Polizeiakademie gehen und nach Abschluss zu Kommissaren werden. Wenn diese alle Kommissaresränge absolviert hatten, konnten sie mit einem Test ohne zusätzliche Ausbildung zu Direktoren werden.
Diese Ausbildung wurde immer weiter verbessert und die Dauer verlängert. 1941 stieg die Ausbildungsdauer der Polizeiakademie auf 2 Jahre, 1962 auf 3 und 1980 auf 4 Jahre. Die Polizeischule steigerte ihre Ausbildung in den 60er Jahren auf 1 Jahr und seit 1984 schlussendlich auf 2 Jahre. Die Anforderungen zur Schulbildung wurden in den 60er Jahren angehoben, sodass nun das absolvieren einer Mittelschule Pflicht war, also eine insgesamt 8-jährige Schulbildung.
Im Jahr 1984 bot sich folgendes Tableau: Mittelschulabsolventen konnten ein Polis Koleji besuchen und nach dem Abschluss zusammen mit Absolventen ziviler Gymnasien im Alter von 17 Jahren in die Polizeiakademie, wo sie eine 4-jährige Ausbildung erhielten und anschließend zu Kommissaren wurden. Diese Kommissare konnten, wenn sie alle Kommissarsränge durchlaufen hatten, mit einem Test ohne Zusatzausbildung zu Direktoren werden. Mittelschulabsolventen konnten 2 Jahre lang die Polis Okulu besuchen und dann zu Polizisten werden. Bis ins Jahr 2015 gab es dieses System.
Seit 2015 gibt es ein Übergangssystem. Das Polizeikolleg wurde geschlossen, genauso wie die Polizeischule. Während das Polizeikolleg nicht wieder geöffnet wird, setzt die Polizeischule unter anderem Namen ihre Tätigkeit fort. Unter dem Dach der Polis Akademisi gibt es nun 5 Einrichtungen, von denen 3 für Polizisten sind und 2 Spezialisten ausbilden:
In der Polis Meslek Yüksekolu PMYO (=Polizeiberufshochschule) könne Gymnasialabsolvente mit 12 Jahren Schulbildung mit einer 2-jährigen Ausbildung zu Polizisten werden.
In dem Polis Meslek Egitim Merkezi POMEM (=Polizeiberufsausbildungszentrum) können Bachelor- oder Masterabsolventen mit einer 10-11-monatigen Ausbildung zu Polizisten werden.
In die Polis Amirleri Egitim Merkezi PAEM (=Polizeivorgesetztenausbildungszentrum) können Polizisten, die mindestens 2 Jahre Erfahrung vorzuweisen haben und den Einstiegstest bestehen (von etwa 10–15 % bestanden) gehen. Diese erhalten eine weitere 10- bis 11-monatige Ausbildung und werden dann zu Kommissaren befördert. Bei der Auswahl der Direktoren könnte es ein ähnliches Prinzip geben.

## Kritik
Die Polizeigewerkschaft kritisiert die geringen Aufstiegsmöglichkeiten für Streifenpolizisten und die überzogenen Dienstzeiten der Beamten. Am 18. April 2013 entschied das zuständige Disziplinargericht in Ankara, Polizisten hätten kein Recht, eine Gewerkschaft zu gründen. Die Gründung der Gewerkschaft blieb aber rechtens, da ein Einspruch vor einem Amtsgericht ausblieb.

### Vorwürfe der Unterwanderung durch die Gülen-Bewegung
Der Vorsitzende der Polizeigewerkschaft İrfan Çelik erklärte im Juni 2013, dass die Unterwanderung des höheren Dienstes der Polizei durch die islamische Gülen-Bewegung das „große Tabuthema“ in der Türkei sei.
Der Gülen-Bewegung wird vorgeworfen, seit Mitte der achtziger Jahre systematisch die türkische Polizei und Justiz unterwandert zu haben und dadurch einen „Staat im Staat“ errichten zu wollen. Die Journalisten Ahmet Şık und Nedim Şener, sowie weitere ihrer Kollegen wurden März 2010 festgenommen und im Rahmen der Ermittlungen wurde das Manuskript „Imamin Ordusu“ (dt. Die Armee des Imam) von Ahmet Sik beschlagnahmt. In dem Buch wird behauptet, die türkische Polizei sei von der Gülen-Bewegung unterwandert worden. Viele Oppositionelle sind der Ansicht, die Journalisten seien allein aufgrund des Buches verhaftet worden.

## Menschenrechtsverletzungen
In den vergangenen Jahrzehnten und insbesondere in den Jahren nach dem Militärputsch in der Türkei 1980 gab es immer wieder massive Menschenrechtsverletzungen durch Polizeibeamte. Die Türkei hat in den letzten Jahren versucht, die Menschenrechtssituation durch Reformen zu verbessern.
Der Jahresbericht 2008 des Türkischen Menschenrechtsvereins berichtet über 448 Fälle von Misshandlung in Polizeigewahrsam und zahlreiche Todesfälle durch Schusswaffenmissbrauch und Gewalteinsatz von Polizeibeamten.